# Rode berk
De rode berk (Betula nigra) of zwarte berk is een plant uit de berkenfamilie (Betulaceae) die afkomstig is uit het oosten van de Verenigde Staten.
Het is een hoge dikwijls meerstammige boom die 15–20 m hoog wordt en een afkrullende zalmrode tot roodbruine, later zwart wordende schors heeft. In het jeugdstadium is de bast wit met een roze onderlaag.
De takken zijn lang en afhangend.
De bladeren zijn eirond tot ruitvormig, tot 8 cm lang en hebben een breed, wigvormige voet en een grijze onderzijde. De herfstkleur van de bladeren is geel.

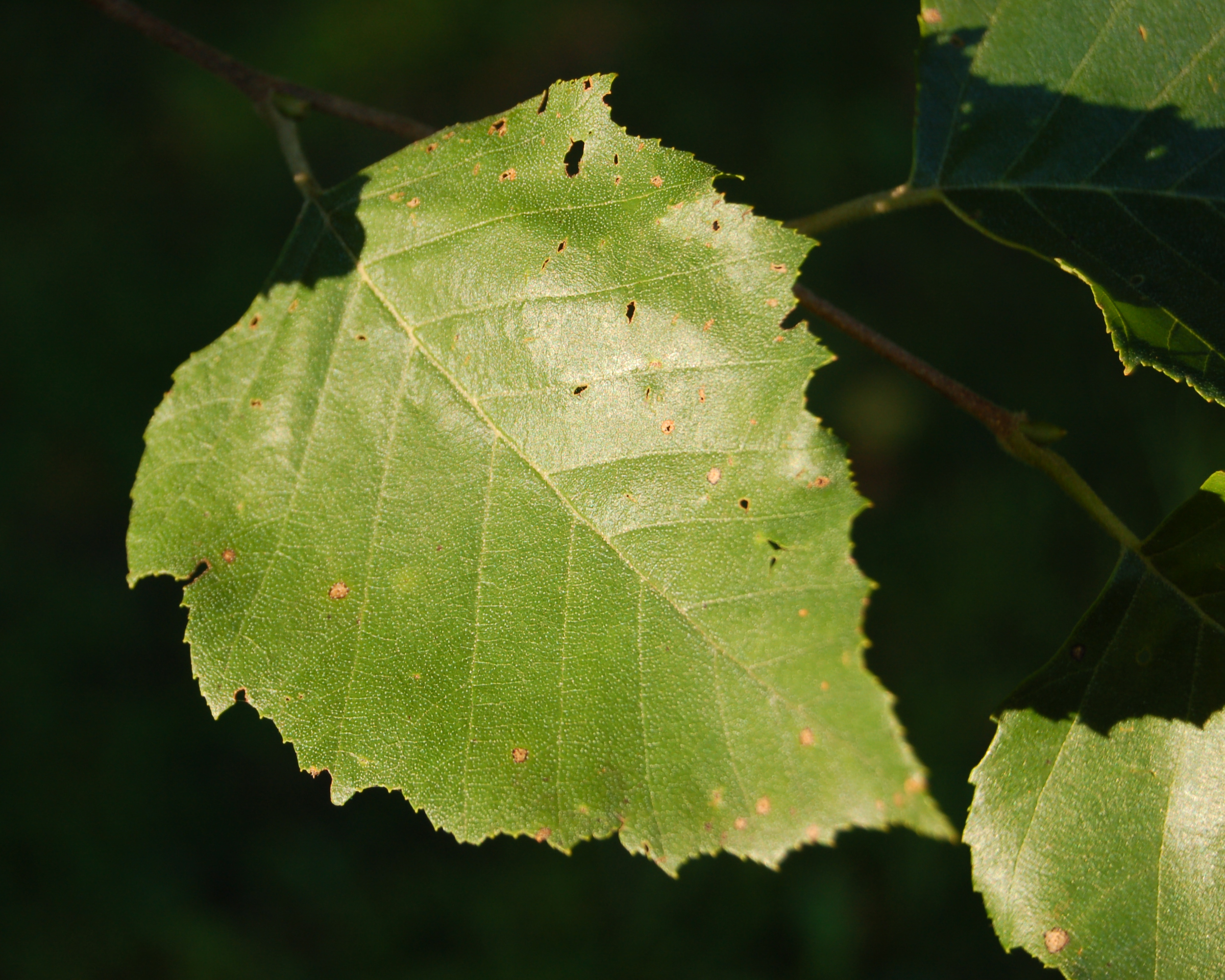
Blad

De plant heeft rechtopstaande katjes die reeds in mei rijp zijn. De soort groeit het best op vochtige, moerassige gronden.

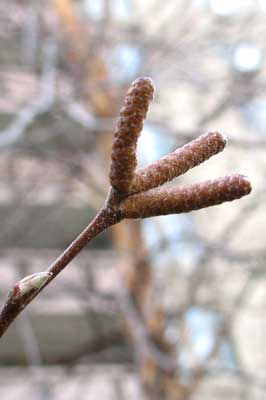
Mannelijke katjes

... · 
B. albosinensis (Chinese berk) · 
B. ermanii (Goudberk) · 
B. fruticosa  · 
B. humilis  · 
B. lenta (Suikerberk) · 
B. maximowicziana (Grootbladige berk) · 
B. medwediewii (Transkaukasische berk) · 
B. nana (Dwergberk) · 
B. nigra (Rode berk) ·  
B. papyrifera (Papierberk) · 
B. paraermanii · 
B. pendula (Ruwe berk) · 
B. platyphylla (Aziatische berk) · 
B. populifolia (Grijze berk) · 
B. pubescens (Zachte berk) · 
B. utilis (Witte Himalayaberk) · 
...